# Lucy Hannah
Lucy Hannah (Linden, 16 juli 1875? - Detroit, 21 maart 1993) stond geregistreerd als een Amerikaans supereeuwelinge. Ten tijde van haar dood zou ze na de Française Jeanne Calment de oudste gevalideerde persoon ooit zijn. Verder zou ze de oudste persoon uit de Verenigde Staten ooit zijn geweest, totdat Sarah Knauss haar geclaimde leeftijd overtrof.
In 2020 werd de geboortedatum van Hannah in twijfel getrokken. Het onderzoek dat in 2003 was uitgevoerd naar haar leeftijd, was gebaseerd op beperkte informatie. Uit nieuwe gegevens bleek dat er in 1943 een huwelijksaanvraag was gedaan waarbij Lucy Hannah een geboortedatum had van 12 augustus 1895; de datum 16 juli bleek bij haar echtgenoot Fred te horen. In een volkstelling van 1930 werd Lucy Brown (de achternaam is van haar eerste echtgenoot) met een leeftijd van 36 vermeld, hetgeen haar geboortedatum dan op 16 juli 1893 zou zetten. Ook bleek dat een volkstelling uit 1880 verkeerd was geïnterpreteerd.